# Old Ideas
Old Ideas  studijski je album kanadskog pjevača Leonarda Cohena koji je 2012. objavila diskografska kuća Columbia Records. To je njegov 12. studijski album koji je objavljen 8 godina poslije njegovog zadnjeg studijskog albuma Dear Heather. Album je dobio pozitivne glazbene kritike i dobro je prodavan. U SAD-u ovaj album se popeo na najviše mjesto na ljestvicama od svih njegovih albuma.

## Popis pjesama
Sve pjesme je napisao Leonard Cohen, ako nije drugačije naznačeno.
| 1.    | »Going Home« (Leonard Cohen, Patrick Leonard)          | 3:51 |
| 2.    | »Amen«                                                 | 7:36 |
| 3.    | »Show Me the Place«                                    | 4:09 |
| 4.    | »Darkness«                                             | 4:30 |
| 5.    | »Anyhow« (Leonard Cohen, Patrick Leonard)              | 3:09 |
| 6.    | »Crazy to Love You« (tekst u suradnji s Anjani Thomas) | 3:09 |
| 7.    | »Come Healing« (Leonard Cohen, Patrick Leonard)        | 2:53 |
| 8.    | »Banjo«                                                | 3:23 |
| 9.    | »Lullaby«                                              | 4:46 |
| 10.   | »Different Sides«                                      | 4:06 |
| 41:44 |                                                        |      |

## Vanjske poveznice
- AllMusic.com – Leonard Cohen: Old Ideas (engl.)